# Marta di Betania
Marta di Betania è una figura biblica descritta nei Vangeli secondo Luca e Giovanni come sorella di Maria e Lazzaro, abitanti del villaggio di Betania vicino a Gerusalemme.
Marta è venerata come santa da tutte le confessioni cristiane che ne ammettono il culto.

## Fonte biblica
È citata in tre occasioni:
- in Luca 10,38-42[1], le due sorelle accolgono Gesù in casa, ma mentre Marta si occupa delle faccende domestiche, Maria si siede ad ascoltare la parola di Gesù. Marta se ne lamenta con Gesù, ma questi le risponde: «Marta, Marta, tu ti preoccupi e ti agiti per molte cose, ma una sola è la cosa di cui c'è bisogno. Maria si è scelta la parte migliore, che non le sarà tolta».
- in Giovanni 11,1-46[2], le due sorelle mandano a chiamare Gesù perché venga a guarire Lazzaro che si è ammalato, ma Gesù si attarda e quando giunge Lazzaro è già morto. Gesù dialoga con Marta e ottiene da lei una professione di fede: «Sì, o Signore, io credo che tu sei il Cristo, il Figlio di Dio che deve venire nel mondo». Quindi si reca al sepolcro e risuscita Lazzaro.
- in Giovanni 12,1-8[3], Lazzaro e le sue sorelle ospitano Gesù a cena; Marta serve a tavola. Durante la cena Maria cosparge i piedi di Gesù con un unguento molto prezioso e li asciuga con i propri capelli. Il fatto è riportato anche da Matteo (Mt 26,6-13[4]) e Marco (Mc 14,3-9[5]), che però non nominano le due sorelle e situano la cena in casa di Simone il lebbroso.

## Agiografia

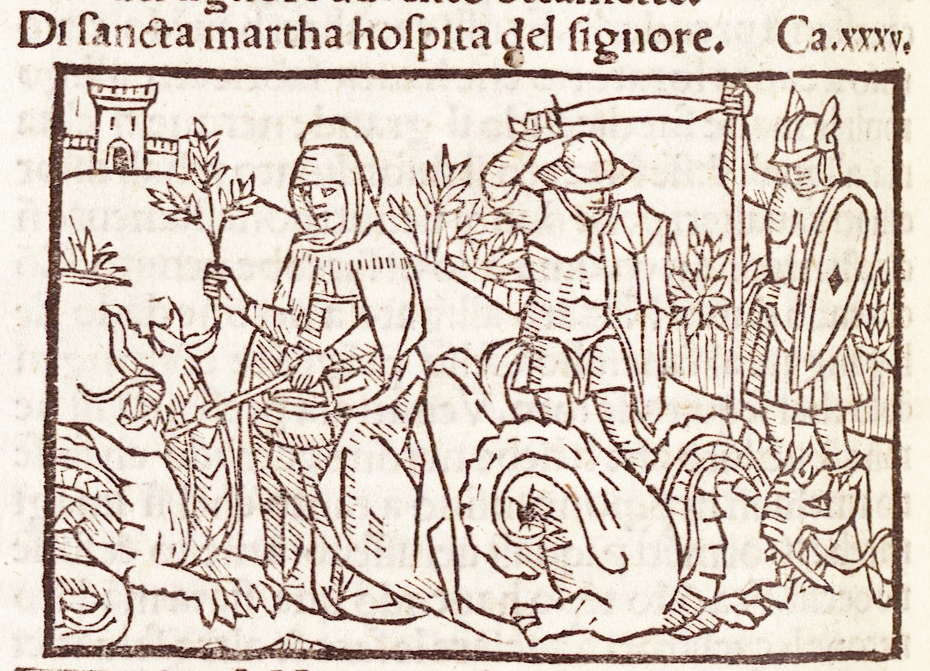
Marta e la Tarasca nella Legenda Aurea (1497)

Secondo la tradizione, dopo la resurrezione di Gesù e le prime persecuzioni in patria, Marta emigrò con la sorella Maria di Betania (identificata erroneamente con Maria Maddalena), il fratello Lazzaro, Maria Salomé, Maria Jacobé e altri discepoli. Approdarono nel 48 d.C. a Saintes-Maries-de-la-Mer in Provenza, e qui portarono il credo cristiano.
Una leggenda popolare narra come le paludi della zona, la Camargue, fossero abitate da un terribile mostro, la Tarasca, che passava il tempo a terrorizzare la popolazione. Santa Marta, con la sola preghiera, lo fece rimpicciolire in dimensioni, così tanto da renderlo innocuo, e lo condusse nella città di Tarascona.

## Culto
Nella Chiesa cattolica santa Marta è ricordata assieme ai fratelli Lazzaro e Maria il 29 luglio.
La sua figura è presa a simbolo della vita attiva: per questa ragione le sono intitolate numerose congregazioni femminili (Suore di Santa Marta di Antigonish, di Périgueux, di Thrissur, di Ventimiglia, Ospedaliere...), oltre che numerose chiese.

## Identificazioni
Il nome "Marta", "Martha" o "Mara" significa "signora" in aramaico antico. Secondo la Legenda Aurea di Jacopo da Varazze o Varagine, la donna emorroissa guarita da Gesù sarebbe Marta di Betania; l'apocrifo "Vangelo di Nicodemo", invece, identifica l'emorroissa con Veronica (moglie di Zaccheo, pubblicano di Gerico). La tradizione orientale chiama la miracolata col nome di Berenice (il nome della figlia di Erode Agrippa II).
Questa identificazione di Marta di Betania con Veronica potrebbe essere provata anche dal fatto che entrambe evangelizzarono l'attuale Provenza (Leggenda Aurea). Tuttavia, secondo la tradizione popolare Veronica sarebbe stata la moglie di Zaccheo, mentre a detta dell'autore della Leggenda Aurea, Marta sarebbe morta vergine. In ogni caso, è importante ricordare che la "verginità" o la presunta "verginità" era una caratteristica molto apprezzata in ambiente cristiano e forse è da intendere come segno di purezza spirituale, anziché come una prova della reale castità di Veronica/Berenice la Maestra ("maestra" = "Marta").
Infine, la tradizione popolare identifica Veronica con la figlia della donna siro-fenicia-cananeo. Se Marta è identificabile con Veronica, allora la donna siro-fenicia (madre di Veronica) sarebbe Eucaria (madre di Marta; vedi Leggenda Aurea). Un'ulteriore conferma di ciò è rappresentata dalla precisazione di Jacopo da Varazze riguardante l'origine del marito di Eucaria (il padre di Marta), che, secondo la Leggenda Aurea sarebbe venuto della Siria, proprio come sua moglie Eucaria, la donna siro-fenicia-cananea (discendente degli Asmonei che abitavano a Gamala e spesso si recavano in Siria, come nel caso di Giuda il Galileo e di suo padre Ezechia di Gamala).